# 伊藤礼吉
伊藤 礼吉（いとう れいきち、1927年4月10日 - 1995年7月16日）は、日本の化学者。専門は、量子化学。旧姓は、宮坂。

## 略歴
長野県岡谷市出身。長野県諏訪中学校（現・長野県諏訪清陵高等学校・附属中学校）を経て、1953年名古屋大学理学部物理科卒業。同大学大学院、小林理学研究所勤務を経て、1957年東京農工大学助手。1961年理学博士学位取得。1962年同大学助教授。1966年早稲田大学理工学部（現・早稲田大学先進理工学部）助教授、化学科設立要員として赴任し同学科設立へ向けて尽力
。
1970年同大学理工学部教授。チューリッヒ工科大学留学を経て、1973年早稲田大学理工学部化学科（現・早稲田大学先進理工学部化学・生命化学科）設立し、以後の教育・研究に尽力
。

## 著書

### 単著
- 『量子化学』 朝倉書店 1972年

### 共著
- 『生命現象の物理面』 久保秀雄、名取礼二、大澤文夫、山本三三三、山本純恭、山野俊雄、岡小天、押田勇雄、斎藤信彦、杉田元宜、池上明、石井威望、島尾和夫、磯本昭夫 共著 宇野書店 1966年
- 『新しい基礎化学』 井口馨、東健一 共著 東京化学同人 1970年
- 『理工系学生のための新しい基礎化学』井口馨、東健一 共著 東京化学同人 1982年